# Omake
Az omake (御負け, gyakori írása おまけ) főként anime- és mangarajongói közösségek által használt kifejezés, jelentése extra, ráadás vagy bónusz. Nyugaton elsősorban az animék DVD-kiadásaival megjelent különlegességeket értik, mint a kivágott jeleneteket, a színészekkel történő interjúkat, a forgatás körülményeit bemutató dokumentumfilmeket, outtake-eket, szórakoztató bakikat és további különleges tartalmakat. A kifejezés használata azonban évekkel előzi meg a DVD médium megjelenését. Japánban az utóbbi 50 évben elterjedt szokás, hogy kis omake figurákat, játékokat ajándékoztak üdítőitalokhoz, édességekhez és gyakori eset, hogy az omake kívántabb mint maga az értékesített termék.
A nyugati világban az omake kifejezés alatt az anime-, tokuszacu-, alkalmanként mangakiadványokhoz ajándékozott vagy értékesített különlegességeket értik, ezért általában a japán populáris kultúra rajongói (otaku) használják. Az „omake” szó egyaránt lehet egyes és többes számú.

## Jellemzői

Csibi szereplőábrázolású omake a Gunbusterből

A omake-ek gyakran tartalmaznak humoros jeleneteket, ahol a szereplők nem személyiségüknek megfelelően viselkednek, áttörik a negyedik falat vagy finoman közvetítik a rajongók véleményét a szerzőkről a szerzők felé. Néha az eredeti televíziós sorozatból vagy OVA-ból kivágott jeleneteket szinkronizálnak újra humorosan. Például az Ai, a videolány néhány jelenetét tájszólással vették fel újra, de előfordul olyan eset is, amikor szexuális utalásokkal fokozzák a humort. Az omake-ekben gyakran előfordul nemeredeti tartalom is, mint humoros crossover vagy a sorozatot parodizáló klipek, melyek rendszerint az epizódok végén tűnnek fel. Az omake egyik gyakori jellegzetessége, hogy a szereplők csibi formában tűnnek fel.
Az animációs omake hatással van az élőszereplős programokra is, például a humoros jelenetekben használt kifejezések és hanghatások terén. Az omake videojátékok esetében is jelen van, például háttérképek, koncepciós rajzok vagy minijátékok formájában.
Előfordul, hogy a rajongók készítenek valamilyen omake-et kedvenc sorozatukhoz, például humoros „alternatív befejezést”.

## Galéria

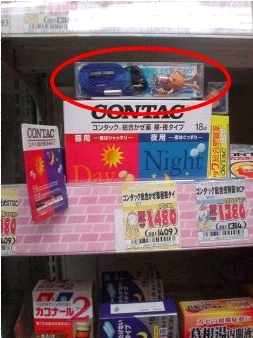
Omake egy drogériában
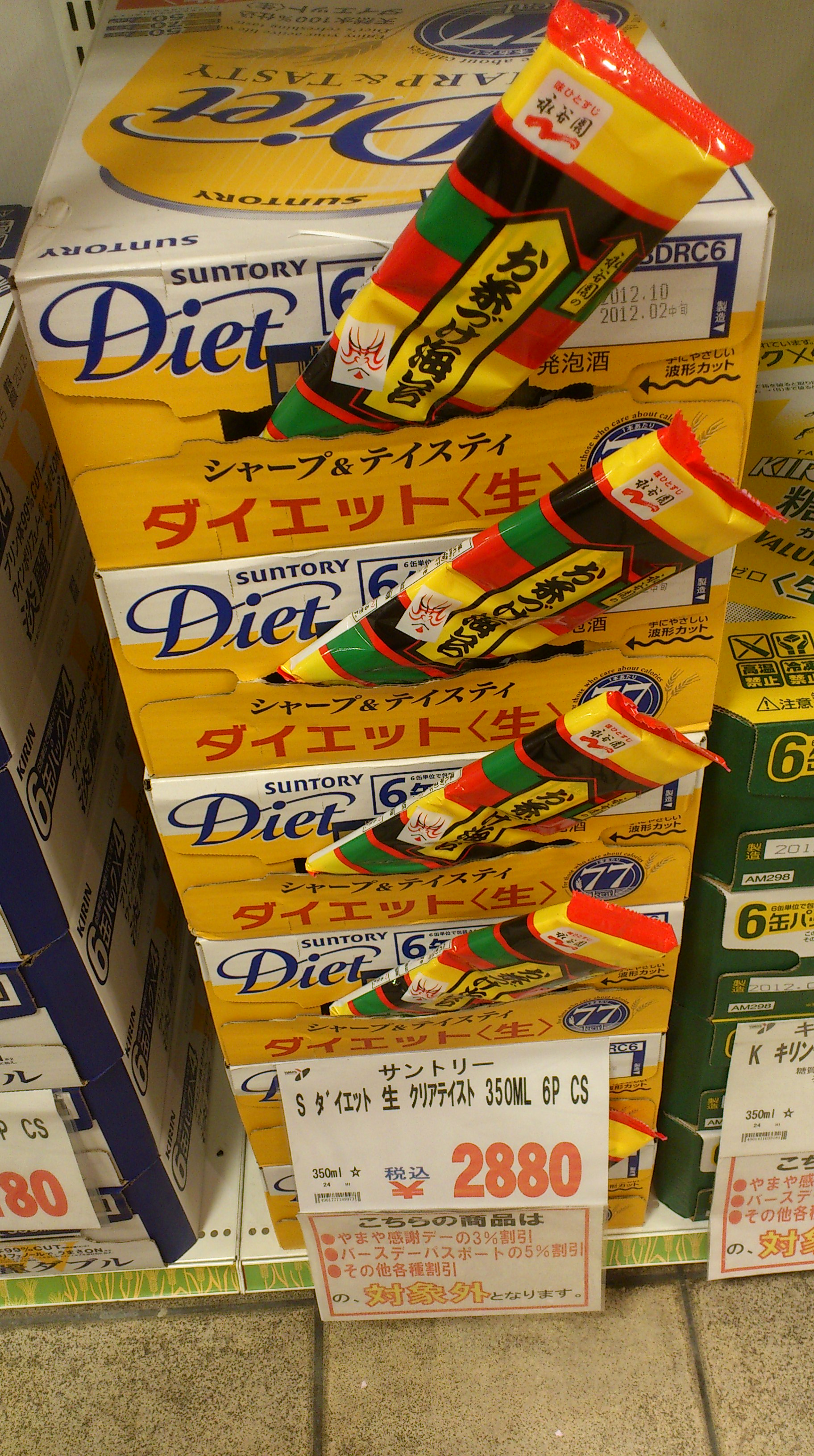
Sör mellé járó ajándék csazuke